# Carlos Céleo Arias López

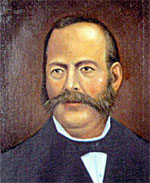
Carlos Céleo Arias López

Carlos Céleo Arias López (* 2. Februar 1835 in Goascorán, Departamento Valle; † 28. Mai 1890 in Ciudad de Comayagua) war vom 26. Juli 1872 bis 13. Januar 1874 Präsident von Honduras.

## Leben
Seine Eltern waren Juana López und Juan Ángel Arias. Die Familie zog nach Ciudad de Comayagua. Arias besuchte das Colegio Tridentino de Comayagua und studierte an der Universidad Central de Honduras. Er wurde Rechtsanwalt.
1862 verlegte er mit Alvaro Contreras eine Zeitung.
Er wurde für das Departamento Comayagua Delegierter in einer verfassungsgebenden Versammlung, die am 7. September 1865 zusammentrat und am 28. September 1865 eine Verfassung emittierte, welche die am 4. Februar 1848 emittierte Verfassung ersetzte.
1865 wurde er Sekretär des Parlamentes. Von 1865 bis 1869 war er vorsitzender Richter am Gerichtshof. 1871 wurde er Ministro General im Regierungskabinett von José María Medina. Er war bevollmächtigter Gesandter der Regierung Medina bei Präsident Mariscal Santiago González Portillo in El Salvador, wo er ins Exil ging.
Guatemala und El Salvador hatten liberale und antiklerikale Regierungen. Im März 1872 griffen Truppen aus Guatemala und El Salvador Honduras an, schlugen die Armee von Honduras.
Am 12. Mai 1872 wurde Arias von den Regierungen von El Salvador und Guatemala als Gegenpräsident zu José Maria Medina in Candelaria im Departamento Lempira eingesetzt. Medina wurde in Omoa verhaftet und nach Ciudad de Comayagua gebracht, wo er bis 1874 in Haft blieb. Die Regierung von Costa Rica unter Tomás Guardia Gutierrez versuchte mit militärischem Druck, erfolglos die Regierung Medina wieder einzusetzen.
Arias entzog dem Orden de Santa Rosa y de la Civilización de Honduras am 8. August 1872 die juristische Person und gründete ein statistisches Amt.
Arias führte am 29. Mai 1872 das obligatorische Vereidigen von Präsidenten und Ministern ein.
1873 erreichte das US-Dampfschiff Sherman von Puerto Limon, Costa Rica kommend die karibische Küste von Honduras. Er brachte Exilierte aus Honduras, Guatemala, und El Salvador, die versuchten, ihre jeweiligen Regierungen zu stürzen. Die Expedition scheiterte. Als Reaktion schlossen sich die Staaten Honduras, Guatemala, und El Salvador zur „Triple Alianza“ gegen Costa Rica zusammen, die sich aber folgenlos wieder auflöste.
Als Präsident von Honduras lud Arias alle Staatschefs von Zentralamerika ein, um über die Möglichkeit der Wiederherstellung der regionalen Union zu sprechen. Der Vorschlag wurde vom US-Gesandten für Zentralamerika, George Williamson, gefördert und von allen zentralamerikanischen Staatschefs gutgeheißen, bis auf den Präsidenten von Nicaragua, José Vicente Cuadra, der angab, die Verfassung würde es nicht zulassen, dass er sich außer Landes begibt.
Am 1. November 1873 trafen sich Justo Rufino Barrios Auyón aus Guatemala und Santiago González Portillo aus El Salvador am Volcán Chingo und vereinbarten einen Tratado de Chingo, mit dem sie die Installation von Ponciano Leiva als neuen Präsidenten in Honduras verabredeten.
Arias rief eine verfassungsgebende Versammlung für März 1873 ein. Diese emittierte am 23. Dezember 1873 eine Verfassung, die durch Veröffentlichung am 25. Dezember 1873 in Kraft treten sollte, aber durch den Sturz von Arias am 13. Januar 1874 nicht durchgesetzt wurde. Diese Verfassung legte die Amtsperiode der Präsidenten auf vier Jahre fest.
Justo Rufino Barrios Auyón aus Guatemala und Santiago González Portillo aus El Salvador ließen General Ponciano Leiva in der Ciudad de Choluteca am 23. November 1873 eine Gegenregierung einrichten. Von hier startete er einen Feldzug zum Sturz von Arias. Leiva ließ Ciudad de Comayagua am 6. Januar 1874 besetzen und Arias absetzen. Dieser kapitulierte am 13. Januar 1874 und wurde vom 13. Januar bis 1. Mai 1874 im Colegio Tridentino inhaftiert. Ein Standgericht verurteilte Arias zu fünf Jahren Verbannung, und mit einer Eskorte wurde er nach El Salvador abgeschoben. Er siedelte sich in Guatemala an und arbeitete als Rechtsanwalt. Unter der Regierung von Marco Aurelio Soto kehrte er 1879 nach Honduras zurück. Er wurde Delegierter für Tegucigalpa zu einer verfassungsgebenden Versammlung, die am 1. November 1880 eine neue Verfassung emittierte. Er trat als Präsidentschaftskandidat gegen Marco Aurelio Soto an. 1887 trat Arias als Präsidentschaftskandidat gegen Luis Bográn an, der wieder Präsident wurde. Am 23. Juli 1887 veröffentlichte er seine Gedankenwelt als Mis ideas.

## Regierungskabinett
- Stellvertreter: Martín Uclés Pérez, Juan Ramón Valenzuela und Ramón Midence Vásquez
- Ministro de Gobernación (Regierungsminister): Teodoro Aguiluz, Juan Nepomuceno Venero und Jeremias Cisneros
- Außenminister: Ponciano Leiva und Mariano Rubí
- Ministro de Fomento, Instrucción Pública y Negocios Eclesiásticos (Entwicklungsminister): Miguel del Cid
- Finanzminister: Juan N. Venero[1]